# Bartolommeo Capasso
Bartolommeo Capasso, född den 22 februari 1815 i Neapel, död där den 3 mars 1900, var en italiensk historiker.
Capasso var chef för statsarkivet i Neapel. Av hans skrifter, som huvudsakligen ägnas åt neapolitansk historia, kan nämnas: Le fonti della storia delle provincie Napoletane dal 568 al 1500 (1876 och 1902) och Monumenta ad Neapolitani ducatus historiam pertinentia (2 band, 1881).

## Fotnoter
1. 1 2 3 4 5  www.accademiadellescienze.it, Accademia delle Scienze di Torino-ID: bartolomeo-capasso, läst: 1 december 2020.[källa från Wikidata]